# シャンベラン型濾過器

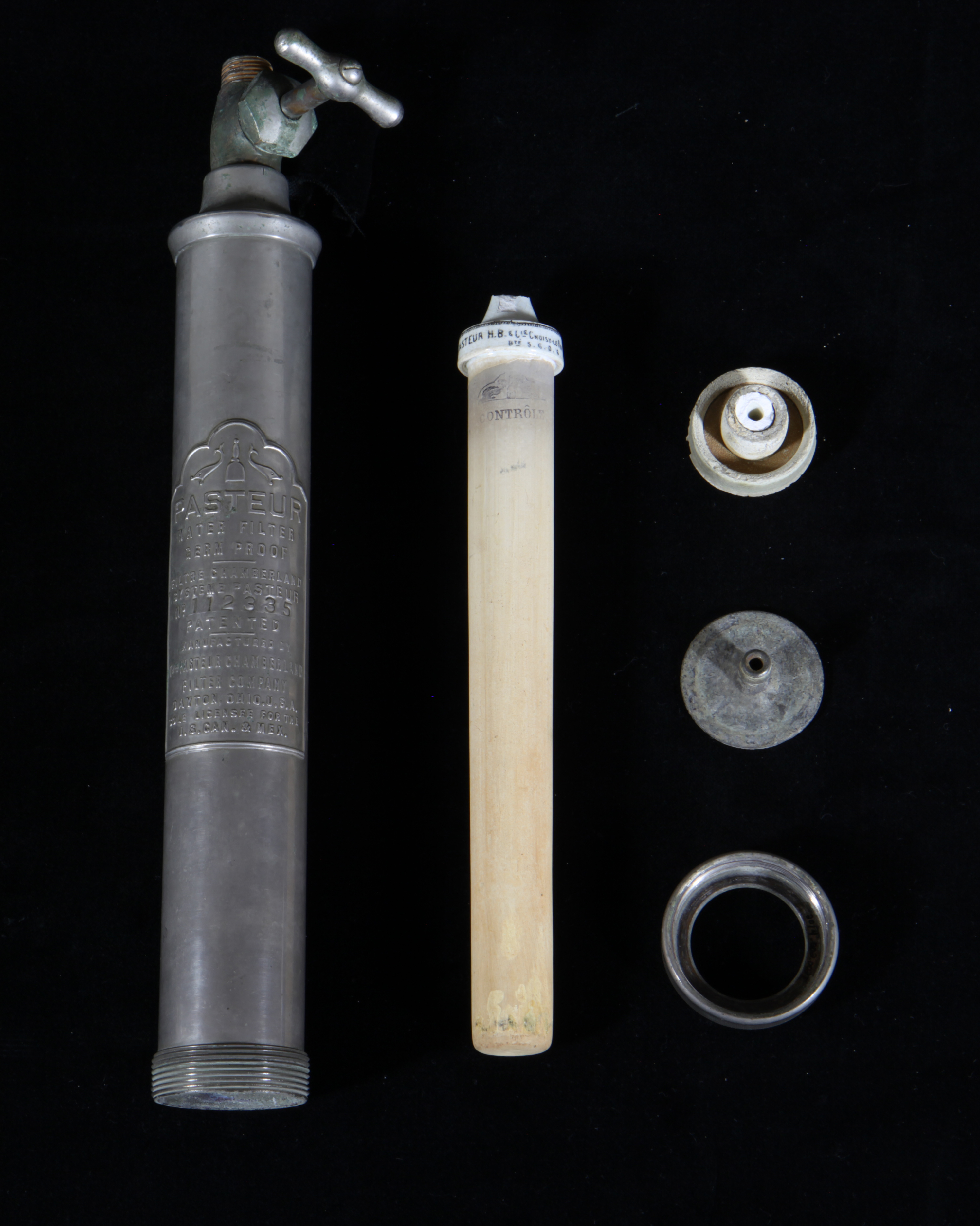
シャンベラン型濾過器の構成要素

シャンベラン型濾過器（シャンベランがたろかき、Chamberland filter）とは、シャルル・シャンベランによって1884年に発明された磁器製の浄水器 (濾過器) である。パスツール-シャンベラン濾過器としても知られる。

## デザイン

シャンベラン型濾過器の模式図

フィルター部分は、流入パイプが収まる施釉された磁器リングを含む、素焼きの磁器製のチューブで構成される。磁器の中心部には穴の開いた金属のパイプがあり、流出した水が集められる。流入には圧力がかけられ、濾過は圧力下で行われる。
L1 から L13 までの13タイプがあり、 L1 が最も粗い孔径を持ち、 L13 が最も細かい。

## 有用性
シャンベラン型濾過器は、セラミックスや磁器製の他の濾過器と同様に有用である。主に大容量の浄水器として用いられ、細菌除去フィルターに適している。圧力をかけて水を供給することで、濾過器はより速く機能する。他の同種のフィルターと同様に、ウイルスやマイコプラズマのような極めて小さな粒子を除去することはできない。細菌の毒素を得るために液体培地から生物を除去するときなどに用いられる。

## 歴史

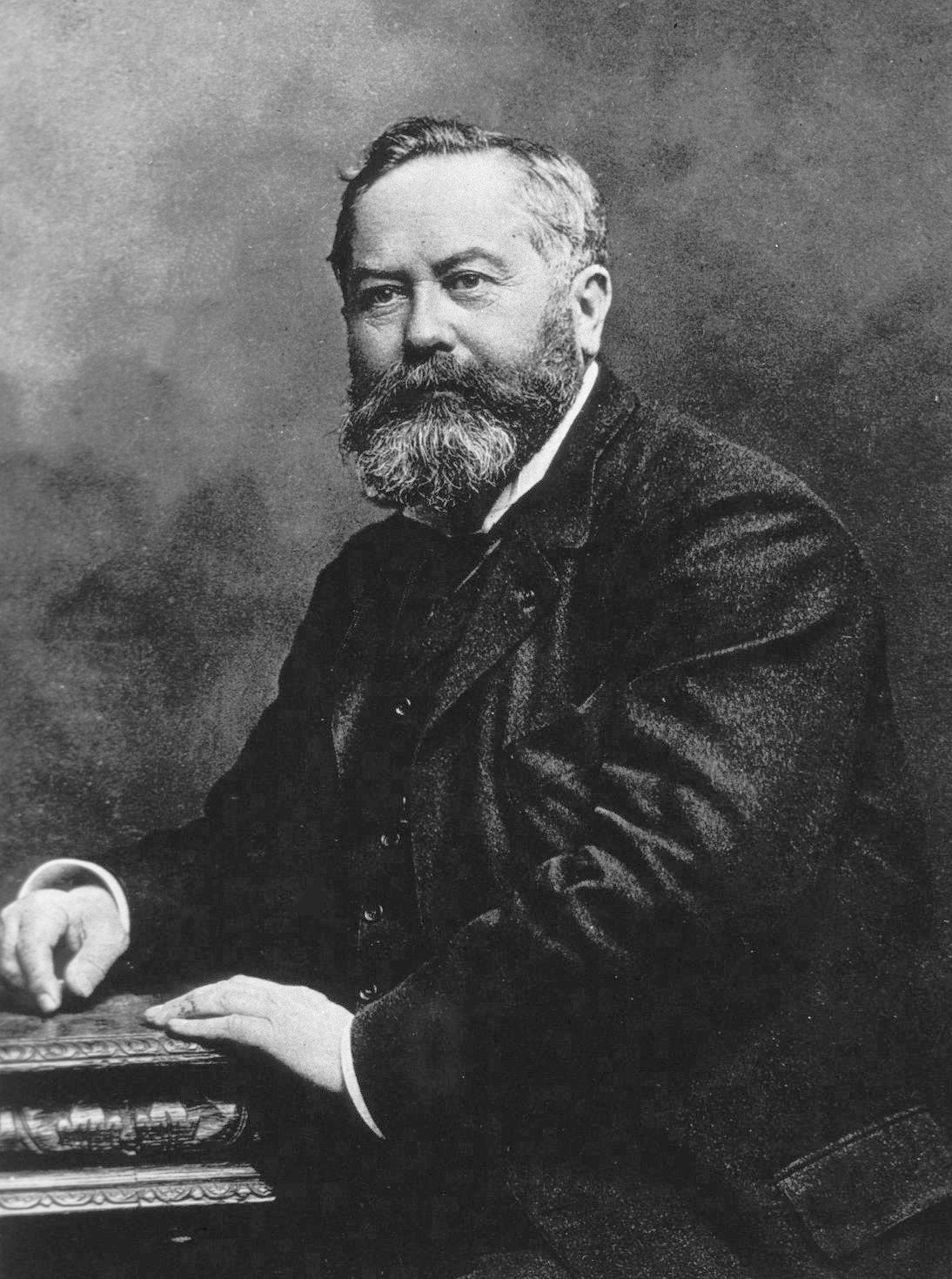
シャルル・シャンベルラン

シャンベラン型濾過器は、ルイ・パスツールのパリでの助手の1人であったシャルル・シャンベランによって開発された。当初の目的は、パスツールの実験のために、細菌を含まない濾過水を生産することであった。
濾過器は、当時知られていた最も小さな生物であった、細菌を除去する能力で知られるようになった。シャンベランとパスツールはアメリカとヨーロッパで濾過器の特許を取得し、アメリカの会社がオハイオ州でその名称の権利を得た。彼らは家庭、ホテル、レストランに向けて濾過器を販売し、1893年のシカゴ万国博覧会でも販売を行った。
シャンベラン型濾過器を用いることで、ジフテリアや破傷風の毒素が濾過後も病気を引き起こす能力があることが発見された。これらの毒素の同定は、病気を治療する抗毒素の開発に寄与した。また、最も小さい孔径のシャンベラン型濾過器を通過し、生きた細胞の内部で増殖する、当初は「濾過性ウイルス」(filterable virus) として知られていたものが発見された。細菌よりも小さな生命体が存在することの発見は、ウイルス学の分野の確立にとって重要であった。